# 30 Rock: A XXX Parody
30 Rock: A XXX Parody é um filme pornográfico satírico lançado a 24 de Agosto de 2009 nos Estados Unidos. Dirigido e escrito por Lee Roy Myers, a película satiriza a série de televisão norte-americana de comédia de situação 30 Rock. A actriz Lisa Ann interpreta a personagem principal Liz Limon — paródia de Liz Lemon, originalmente interpretada por Tina Fey. Completam o elenco as actrizes Amy Ried, Ashlynn Brooke, Evie Delatosso, Lana Violet, Rebeca Linares, Mia Lelani e Trisha Rey, com as duas primeiras a interpretarem paródias das personagens Cerie Xerox e Jenna Maroney, interpretadas respectivamente por Katrina Bowden e Jane Krakowski em 30 Rock. No elenco masculino, constam os actores Chris Cannon, Erik Everhard, Herschel Savage, James Deen, Ralph Long e Bishop.
O enredo do filme é baseado em um programa televisivo de comédia de esquetes intitulado The Chick Show with Trey Jordan (TCS; originalmente The Girlie Show with Tracy Jordan), cujas audiências andam baixas, então, Jake (interpretado por Savage) ameaça Liz Limon (interpretada por Lisa Ann), a argumentista-chefe do programa, a adicionar um pouco de elementos sexuais ao conteúdo do TCS, caso contrário, ele irá colocar Trey Jordan (Bishop) como produtor executivo. Entretanto, Jenny Morona (Brooke), a outra estrela do TCS, tenta persuadir o argumentista Fred (Cannon) a escrever uma esquete boa para ela, e o produtor Pete não consegue parar de fantasiar sobre a recepcionista Cherry (Ried).
Produzido e distribuído pela editora de filmes pornográficos New Sensations, que ainda forneceu os seus estúdios para que as filmagens pudessem decorrer, a produção inclui cinco cenas de sexo que têm lugar nos bastidores do TCS. Aquando do seu lançamento, 30 Rock: A XXX Parody foi recebido com opiniões mistas tanto pela média especialista em filmes do género pornográfico quanto por veículos mais convencionais. Uma resenha publicada pela New York Magazine elogiou a semelhança entre a paródia e o material original, enquanto outros periódicos criticaram-no por ser "entediante" e por não incluir uma quantidade maior de cenas de sexo. Em 2010, o filme recebeu inúmeras nomeações à prémios do mercado pornográfico, com a cena entre Reid e Long sendo eleita a melhor na cerimónia dos prémios AVN daquele ano.

## Produção e desenvolvimento

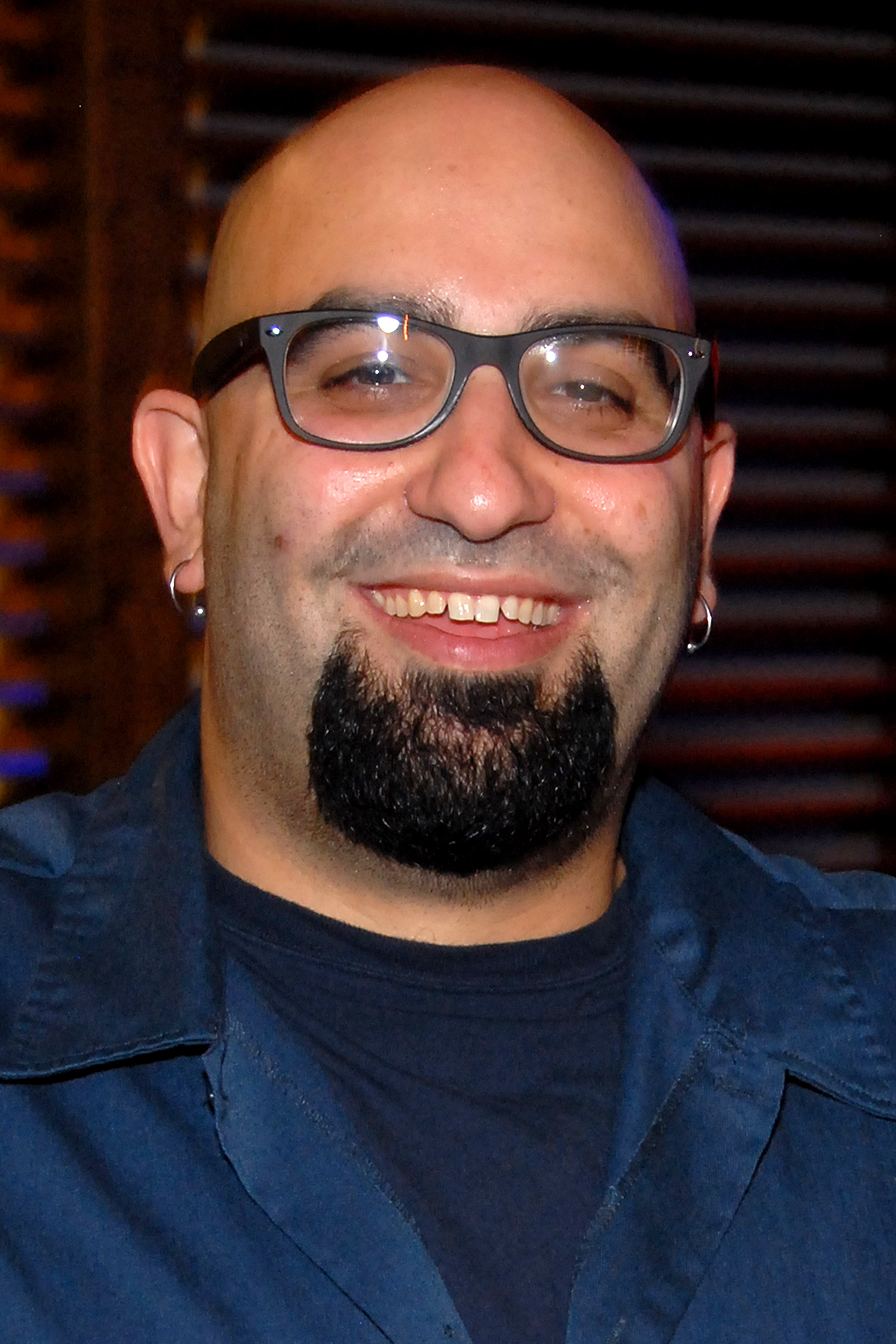
O realizador Lee Roy Myers recebeu uma nomeação para um prémio XBIZ pelo seu trabalho.

Em Maio de 2009, a companhia de filmes pornográficos New Sensations anunciou que após o sucesso dos filmes Scrubs: A XXX Parody e Seinfeld: A XXX Parody — paródias pornográficas das séries de televisão Scrubs e Seinfeld, respectivamente — daria prosseguimento à sua série de filmes pornográficos satíricos com duas novas produções: Friends: A XXX Parody e 30 Rock: A XXX Parody. A pré-produção destes dois já havia começado no mês anterior, com a realização de diversas audições que visavam seleccionar um elenco que apresentasse semelhanças físicas com o elenco das séries originais.
As filmagens para o filme tiveram início ainda naquele mês sob direcção artística de Lee Roy Myers, com a actriz Ashlynn Brooke, que havia participado de ambas paródias de Scrubs e Seinfeld, e ainda Lisa Ann, que havia obtido considerável atenção da média no ano anterior após interpretar Sierra Paylin em Who's Nailin' Paylin? (2008), nos dois papéis principais: Ginny, uma versão de Jenna Maroney, e Liz Limon, personagem equivalente à interpretada pela comediante Tina Fey em 30 Rock, respectivamente. Em Who's Nailin' Paylin?, a personagem interpretada por Ann era uma paródia de Sarah Palin, governadora do Alaska que no momento da produção era candidata à vice-presidência dos Estados Unidos da América. No programa de televisão Saturday Night Live, Fey fazia imitações satíricas de Pailin, tendo vencido um prémio Emmy do horário nobre pelo seu desempenho. Após o lançamento de 30 Rock: A XXX Parody, quando questionada sobre a actriz que gostaria de interpretar em um filme pornográfico, Ann respondeu: "... Tina Fey é uma das actrizes, produtoras e argumentistas mainstream e um génio maravilhoso que eu mais adoro interpretar. Ela é fantástica, inteligente e engraçada e é também nativa do meu estado natal Pensilvânia."
Ao comentar sobre a sua personagem em 30 Rock: A XXX Parody, Brooke afirmou que a sua personalidade era parecida com a de Jenna, no que concerne ao senso de humor de ambas. Ann, por sua vez, afirmou ser uma grande fã de Fey, e via a tarefa de interpretá-la como "o papel mais divertido" de toda a sua carreira. "Eu estava meio receiosa sobre fazer este papel, pois não queria magoar os sentimentos de Tina Fey. Mas acredito que consegui fazer justiça à sua personagem fantástica e engraçado no seriado", disse Ann em entrevista à revista GQ.
A cena de abertura do filme é uma paródia do programa de televisão MTV Cribs, no qual celebridades fazem uma visita guida das suas casas. Além de intérprete da personagem Ken, Paul Woodcrest foi também operador de camâra. Do mesmo jeito, Bob Knobb, um figurante que interpretou a personagem Spartan foi ainda assistente de produção.

## Enredo
O filme inicia com Trey Jordan (interpretado por Bishop), o astro do TCS, a fazer uma visita guiada da sua casa para a produção de um programa de televisão.
Logo depois, a assistente Alicia (Evie Delatosso) entra no escritório de Jake Donahue (Herschel Savage), o seu chefe e também executivo da rede de televisão na qual o TCS é transmitido, e encontra-o confuso pois não consegue determinar o que fazer para alavancar as audiências dos programas de televisão da rede. Ela se oferece para acalmá-lo e, de seguida, se engajam em uma relação sexual que o ajuda a concluir que há a necessidade de adicionar sexo no conteúdo dos seriados da emissora. Entretanto, durante uma das suas visitas guiadas aos estúdios do TCS, o estagiário Ken (Paul Woodcrest) dá de caras com Jenny Marona (Ashlynn Brooke), a estrela do TCS e, mais logo, Trey, acompanhado por Fred (Chris Cannon), inicia imitações de um robô, roubando assim a atenção do público de Jenny, que sai de rompante irritada. Após isto, Jake conversa com Liz Limon (Lisa Ann) de modo a convencer-lhe a adicionar conteúdo sexual ao programa para que ele se torne "fresco" de novo, ao que ela rejeita, então, ele ameaça promover Trey a produtor executivo do 'TCS caso ela não acate com a sua ordem. Então, no escritório do TCS, Limon revela ao elenco e equipa a ordem dada por Donahue, contudo, pede ao argumentista Fred e ao seu colega produtor Peter (Ralph Long) para que não produzam esquetes "banais". De seguida, após todos os outros abandonarem o escritório, Jenny pede a Fred para que escreva uma esquete boa para que ela consiga chegar mais longe na sua carreira como uma actriz de comédia, tendo ambos logo após se envolvido em uma relação sexual.
De volta aos bastidores do TCS, à meio de uma conversa com a secretária Cherry (Amy Ried), que é frequente e indiscretamente assediada pelos homens do TCS, o produtor Peter questiona-lhe o motivo pelo qual deu início à carreira de secretária. Quando ela responde, ele começa a divagar e fantasia uma relação sexual com ela. Na cena seguinte, Danny (James Deen), ex-namorado de Liz Limon (Lisa Ann), aparece repentinamente em um dos cenários das esquetes do TCS e, após reconquistar-lhe suavemente, faz sexo com ela e pede a um dos cameraman para que filme tudo. Momentos antes da transmissão do episódio do 
TCS, Ken pede ao cameraman para que lhe entregue a cassete da esquete a ser transmitida. Contudo, o estagiário leva a cassete da relação sexual entre Liz e Danny, que é transmitida ao vivo para a audiência e na televisão. Então, no gabinete de Jake, este revela a uma Liz completamente humilhada que a audiência daquele episódio esteve fora de escala. Além disso, Jake agradece e congratula a Ken pelo seu engano, afirmando que um dia ele poderá vir a ser estagiário sénior, o que lhe faz fantasiar um menage a trois com duas mulheres hispânicas: Nancy (Lana Violet) e Stephanie (Rebeca Linares).
Após a sequência dos créditos finais, é transmitido um trailer do filme Amish Zombie Cops, estrelado por Trey Jordan e criado pelos produtores do TCS.

## Elenco
O elenco do filme é composto pelos seguintes actores, segundo o apresentado na sequência dos créditos finais:
- Lisa Ann interpreta Limon, paródia de Liz Lemon, produtora do TCS;
- Ashlynn Brooke interpreta Jenny, paródia de Jenna Maroney;
- Amy Ried interpreta Cherry, paródia de Cerie Xerox;
- Lana Violet interpreta Nancy;
- Rebeca Linares interpreta Stephanie;
- Evie Delatosso interpreta Alicia, paródia de Elisa Pedrera;[16]
- Paul Woodcrest interpreta Ken, paródia de Kenneth Parcell;
- Bishop interpreta Trey Jordan, paródia de Tracy Jordan;
- James Deen interpreta Danny, paródia de Dennis Duffy;
- Chris Cannon interpreta Fred;
- Ralph Long interpreta Peter, paródia de Pete Hornberger;
- Erik Everhard interpreta duplo de Ken
- Herschel Savage interpreta Jake, paródia de Jack Donaghy.

Completam o elenco os figurantes Gabriel D'Alessandro, Mia Lelani, Lyon Blackwood, Jeffry Chain, Bob Knob (intérprete de Spartan) e Trisha Rey.

## Lançamento e repercussão
Um trailer promocional foi divulgado pela New Sensations em meados de Agosto de 2009 de modo a promover o lançamento do filme. O trailer satiriza a abertura de 30 Rock. 30 Rock: A XXX Parody foi lançado a 24 de Agosto de 2009 sob distribuição da produtora New Sensations. O DVD do filme, lançado em formato Dolby Digital, contém cenas dos bastidores, cenas não inclusas no filme (inclusive uma entre Lisa Ann e Tommy Gunn), galeria de fotos e ainda o trailer. O filme foi lançado num momento em que a paródia pornográfica de séries de televisão de comédia era uma tendência.
O filme foi referenciado e parodiado em "Into the Crevasse", segundo episódio da quarta temporada de 30 Rock, no qual a personagem Tracy Jordan (interpretado por Tracy Morgan) decide fazer um filme pornográfico inspirado na vida de Liz Lemon (Fey). Ao contrário do inicialmente especulado pela imprensa, o elenco pornográfico que participou de "Into the Crevasse" — Caitlin Fowler, Shawn Gianella e Savanna Samson — não foi o mesmo que estrelou 30 Rock: A XXX Parody.

### Análises da crítica
| Críticas profissionais | Críticas profissionais |
| Avaliações da crítica  | Avaliações da crítica  |
| Fonte                  | Avaliação              |
| ---------------------- | ---------------------- |
| Adult Video News       | (negativa)             |
| BuzzFeed               | (positiva)             |
| Gawker                 | (positiva)             |
| New York Magazine      | (positiva)             |
| The Pass               | (positiva)             |
| SplitSider             | (negativa)             |
| Stereogum              | (positiva)             |
| XBIZ                   | (positiva)             |

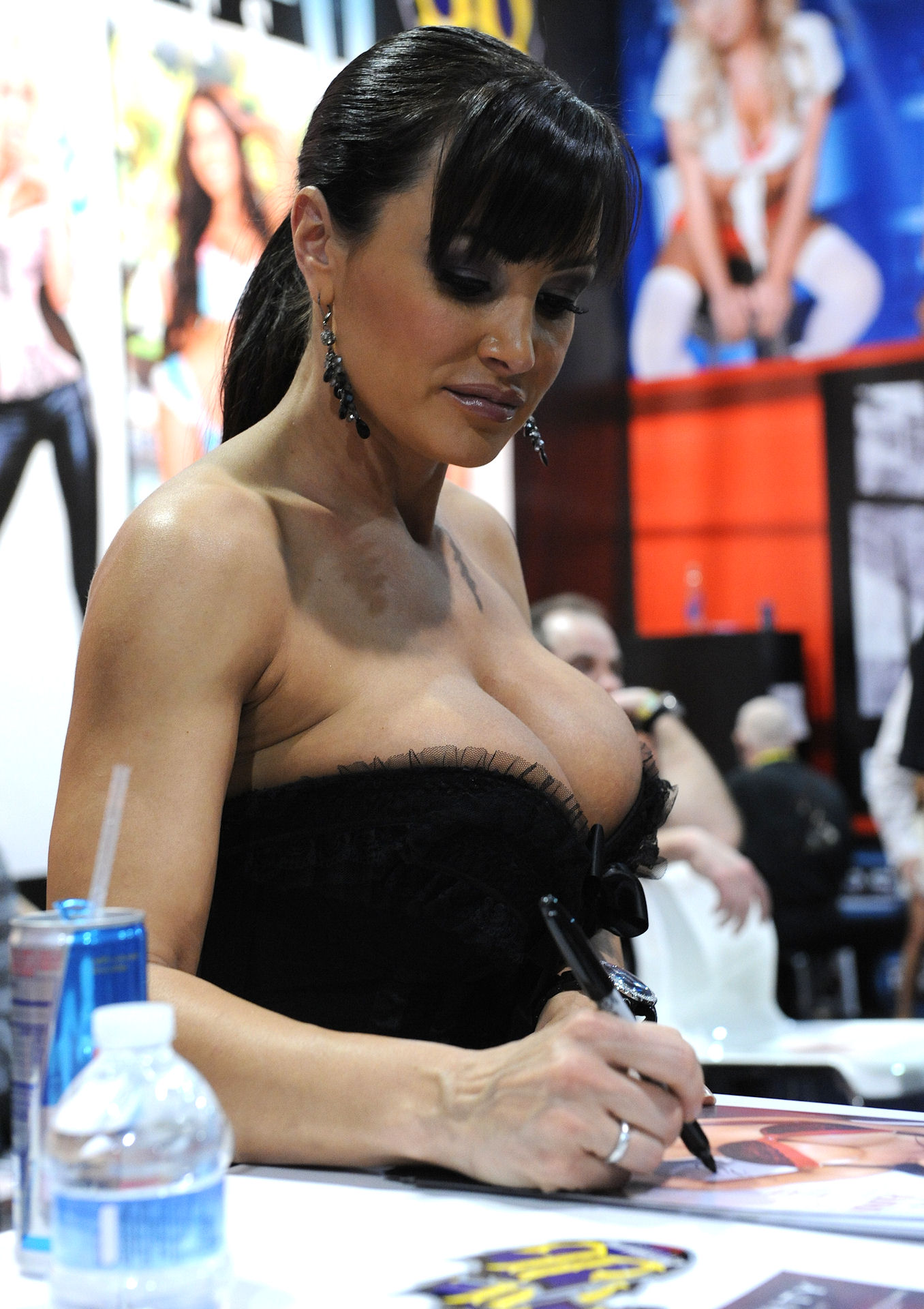
A actriz Lisa Ann foi bastante criticada pelo seu desempenho no filme.

Uma resenha publicada pelo jornalista Mark Kernes na revista pornográfica Adult Video News chamou o filme de "um guião insípido que acaba parecendo nada mais que uma comédia enfadonha", contudo, elogiou a interpretação por parte de Bishop, Ashlynn Brooke e Paul Woodcrest. Focando-se no desenvolvimento de Lisa Ann, comparada com o seu sucesso em Who's Nailin' Paylin?, a revista declarou que "tristemente, Lisa é mais engraçada a tentar parecer séria do que quando tenta parecer engraçada." Esta opinião foi grandemente discordada em uma resenha publicada pelo blogue The Pass, na qual achou que Ann esteve no nível máximo do seu talento. Um jornalista da New York Magazine comentou que "é perturbante o quão verdadeiro isto é em comparação com o seriado [30 Rock]... Alguém da indústria de filmes pornográficos esteve a fazer o seu trabalho de casa sobre 30 Rock". Uma análise publicada pelo XBIZ declarou que "os actores principais são mesmo bons" e achou a personagem Trey Jordan, interpretada por Bishop, "hilariante".
O resenhista Brian Moylan, do portal Gawker, achou que o filme se sucedeu bem em capturar os elementos cómicos de 30 Rock e elogiou a inclusão de Ann no elenco, bem como as imitações das personagens intepretadas por Tracy Morgan, Alec Baldwin, Jane Krakowski "e o resto da malta. Embora ainda não tenhamos visto nada das cenas nuas, o que acontece entre elas é maravilhoso. Se os actores conseguem ser assim tão concisos, então desempenhar papéis assim deve ser bem fácil." Gabe Delahaye, para o Stereogum, achou que além de um bom filme pornográfico, 30 Rock: A XXX Parody é também uma comédia. Uma resenha publicada pelo BuzzFeed achou que assim que termina a paródia do MTV Cribs, "o filme até que consegue ser divertido".
Todavia, nem todas as opiniões foram favoráveis. Sarah Schneider, jornalista do portal SplitSider e também argumentista de comédia, achou que a obra funcionou melhor como uma paródia e não como um filme pornográfico, comentando que embora os actores Bishop, Herschel Savage, Paul Woodcrest e James Deen tenham se desempenhado "excelentemente" em parodiar as respectivas personagens, as cenas de sexo, bem como a cena introdutória na qual a personagem Trey faz uma visita guida da sua casa, foram "entediantes, lideradas por personagens com aparência ridícula e emparelhamentos estranhos", criticando os argumentistas do filme por não terem incluído uma cena de sexo entre Bishop e Brooke.

### Prémios e nomeações
Em 2010, 30 Rock: A XXX Parody recebeu nomeações em duas cerimónias de entrega de prémios. Nos prémios AVN, recebeu nove nomeações, das quais venceu apenas na categoria Best Couples Sex Scene pelo desempenho de Amy Ried e Ralph Long na cena sexual pelas suas personagens Cherry e Peter, respectivamente. Essa foi a terceira vez que Ried recebia um AVN Award e foi a primeira vez que Long vencia. Além disso, o filme foi nomeado para Best Sex Parody, Herschel Savage recebeu uma nomeação para Best Actor e Bishop e Paul Woodcrest foram ambos nomeados para Best Non-Sex Performance. Nos prémios XBIZ, Lee Roy Myers recebeu a sua primeira e única nomeação para Director of the Year, Individual Project e Savage foi mais uma vez nomeado para Acting Performance of the Year, Male.

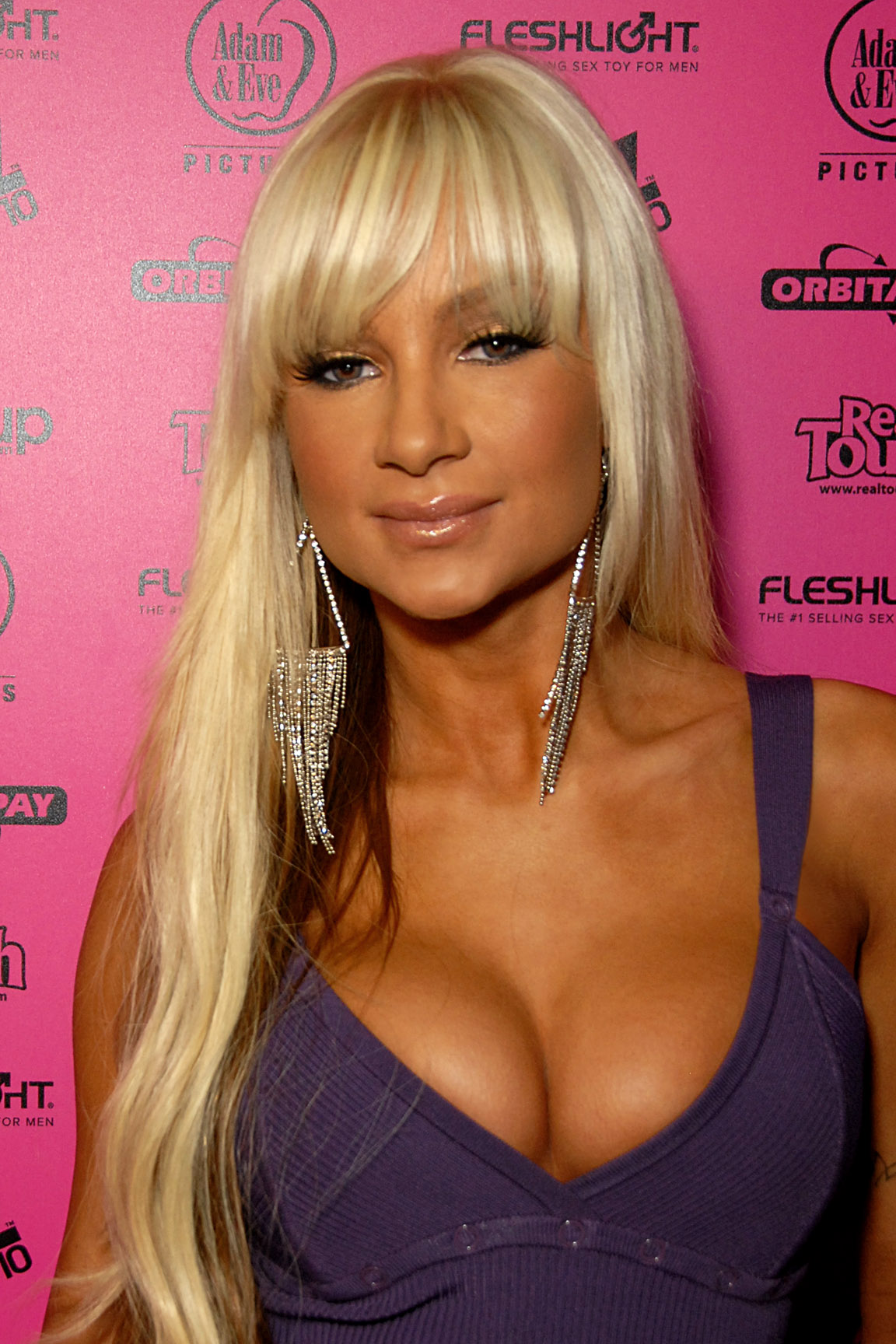
A actriz Amy Ried (imagem) venceu um prémio AVN pelo desempenho na sua cena de sexo com o actor Ralph Long no filme.

| Ano  | Prémio       | Categoria                                           | Candidato(s)                             | Resultado |
| ---- | ------------ | --------------------------------------------------- | ---------------------------------------- | --------- |
| 2010 | Prémio AVN   | Best Couples Sex Scene                              | Amy Ried Ralph Long                      | Venceu    |
| 2010 | Prémio AVN   | Best Actor                                          | Herschel Savage                          | Nomeado   |
| 2010 | Prémio AVN   | Best Supporting Actress                             | Ashlynn Brooke                           | Nomeado   |
| 2010 | Prémio AVN   | Best Non-Sex Performance                            | Bishop                                   | Nomeado   |
| 2010 | Prémio AVN   | Best Non-Sex Performance                            | Paul Woodcrest                           | Nomeado   |
| 2010 | Prémio AVN   | Best Threeway Sex Scene                             | Lana Violet Rebeca Linares Erik Everhard | Nomeado   |
| 2010 | Prémio AVN   | Best Makeup                                         | Maria Alfonso Glenn Alfonso              | Nomeado   |
| 2010 | Prémio AVN   | Best On-Line Marketing Campaign, Individual Project |                                          | Nomeado   |
| 2010 | Prémio AVN   | Best Sex Parody                                     | Nomeado                                  |           |
| 2010 | Prémios XBIZ | Director of the Year, Individual Project            | Lee Roy Myers                            | Nomeado   |
| 2010 | Prémios XBIZ | Acting Performance of the Year, Male                | Herschel Savage                          | Nomeado   |
| 2010 | Prémios XBIZ | Marketing Campaign of the Year                      |                                          | Nomeado   |
| 2010 | Prémios XBIZ | Parody Release of the Year                          | Nomeado                                  |           |